# Leptosiella thompsoni
Leptosiella thompsoni är en skalbaggsart som först beskrevs av Cenek Podany 1968.  Leptosiella thompsoni ingår i släktet Leptosiella och familjen långhorningar. Inga underarter finns listade i Catalogue of Life.